# Alliopsis silvestris
Alliopsis silvestris este o specie de muște din genul Alliopsis, familia Anthomyiidae. A fost descrisă pentru prima dată de Fallen în anul 1824. Conform Catalogue of Life specia Alliopsis silvestris nu are subspecii cunoscute.